# The Epoxies
The Epoxies, ou simplement Epoxies, est un groupe de new wave américain, originaire de Portland, en Oregon. Le groupe est formé en 2000 et dissous en 2007.

## Biographie

### Débuts (2000-2002)
Les membres d'Epoxies s'impliquent dans des groupes punk originaires de Portland et sa banlieue pendant le milieu des années 1990. Notmmanet, FM jouait, et Roxy photographiait, les albums d'un groupe appelé The Automatics. FM et Viz concevaient leurs costumes à très bas coût. Kid Polymer les rejoint à la basse. Dr. Grip et Roxy seront les derniers à se joindre au groupe en 2000, complétant ainsi la première formation. Ils sont initialement connus sous le nom des Adhesives avant de s'apercevoir qu'un autre groupe du même nom existait à cette période. 
En septembre 2001, les Epoxies publient leur premier album au label Dirtnap Records, basé à Seattle à cette période. Le vinyle éponyme comprend les chansons Need More Time, Molded Plastic et une reprise de Beat My Guest d'Adam and the Ants. C'est le début d'une longue association avec le label Pacific Northwest et d'autres groupes comme The Briefs et The Spits.

### Popularisation (2002-2006)
Le groupe publie son premier album studio en mars 2002 et tourne sur la côte ouest américaine, en son soutien. Entre la sortie de l'album et en août cette même année, Kid Polymer quitte le groupe et est remplacé à la basse par Shock Diode, qui a un personnage fictif d'un clone,. 
Le groupe publie un single 7", Synthesised, en octobre 2003, avec en face B une reprise de la chanson Clones (We're All) d'Alice Cooper. Avant leur première tournée américaine cette année, les Epoxies commence à enregistrer un CD EP à vendre pendant leurs concerts. Peu après la tournée, Dr. Grip décide de quitter le groupe et est remplacé par Ray Cathode. Les Epoxies continuent à tourner aux États-Unis en 2003 et 2004 notamment en ouverture pour Groovie Ghoulies. Le groupe tourne aussi en Europe pour la première fois en 2004 avec NOFX. Need More Time est publié l'année suivante sur la compilation Rock Against Bush  distribuée par Fat Wreck Chords. Ils signent plus tard chez Fat Wreck Chords pour leur deuxième album, Stop the Future, publié en avril 2005, qui comprend une reprise de Robot Man de Scorpions.
Ils passent les années 2005 et 2006 à tourner avec The Aquabats et The Phenomenauts. Pendant la tournée, le groupe réenregistre le single Synthesised pour la bande son du jeu vidéo The Sims 2 en 2006.

### Séparation (2007)
Les Epoxies signent avec Metropolis Records en juin 2007, et publient un EP en août intitulé My New World.
Metropolis indiquera un nouvel album du groupe dans l'année. Sur MySpace, le 17 mars 2008, Roxy confirme les rumeurs concernant la séparation des Epoxies.

## Membres
- Roxy Epoxy - chant
- Fritz M. Static - synthétiseur, chant
- Viz Spectrum - guitare
- Shock Diode - basse, chant
- Ray Cathode - batterie

## Discographie

### Apparitions
- 2003 : Join the Professionals (sur la compilation Dirtnap Across the Northwest)
- 2004 : Need More Time (sur la compilation Rock Against Bush)
- 2005 : Don't Talk to Me (sur la compilation 'Old Skars and Upstarts 2005)